# La Habra
La Habra is een plaats (city) in de Amerikaanse staat Californië, en valt bestuurlijk gezien onder Orange County.

## Demografie
Bij de volkstelling in 2000 werd het aantal inwoners vastgesteld op 58.974.
In 2006 is het aantal inwoners door het United States Census Bureau geschat op 59.264, een stijging van 290 (0,5%).

## Geografie
Volgens het United States Census Bureau beslaat de plaats een oppervlakte van
19,0 km², geheel bestaande uit land. La Habra ligt op ongeveer 93 m boven zeeniveau.

## Plaatsen in de nabije omgeving
De onderstaande figuur toont nabijgelegen plaatsen in een straal van 8 km rond La Habra.